# Alpaida conica
Alpaida conica là một loài nhện trong họ Araneidae.
Loài này thuộc chi Alpaida. Alpaida conica được Octavius Pickard-Cambridge miêu tả năm 1889.